# François-Adolphe de Bourqueney
Pour les articles homonymes, voir Bourqueney.
François-Adolphe, baron, puis comte de Bourqueney (1799 - 1869) était un diplomate et homme politique français. Il fut notamment chargé d'affaires à Londres puis ambassadeur de France auprès de l'Empire ottoman de 1841 à 1848, puis à Vienne (Autriche) de février 1853 à novembre 1859. Il devint sénateur le 31 mars 1856. 
En 1856, il est plénipotentiaire au congrès de Paris. Il est l'un des représentants français lors du traité de Zurich en 1859 qui met fin à la guerre entre la France et l'Autriche.

## Sources
- « François-Adolphe de Bourqueney », dans Adolphe Robert et Gaston Cougny, Dictionnaire des parlementaires français, Edgar Bourloton, 1889-1891 [détail de l’édition]